# Nuklé-Art
Nuklé-Art é um conceito artístico nascido em França na década de 1980. Está relacionado com a figuração livre.